# Lord Knud
Lord Knud (* 18. März 1944 als Knud Friedrich Martin Kuntze in Lissa/Wartheland, heute: Leszno/Polen; † 14. Juni 2020 in Berlin) war  ein deutscher Beatmusiker, Diskjockey und Radiomoderator. Zur Institution wurde er mit der Radiosendung Schlager der Woche beim Berliner Sender RIAS, die er von 1968 bis 1985 moderierte.

## Leben
Knud Kuntze wurde 1944 als zweiter Sohn des Kaufmanns Hans Kuntze (1904–1990) im Wartheland geboren, wohin seine schwangere Mutter Eva Kuntze (1908–2001) vor den Bombenangriffen aus Berlin evakuiert worden war. Sein Großvater väterlicherseits war der Verleger John William Kuntze, der 1902 in Berlin-Schöneberg den Reiseführer-Verlag Polyglott Kuntze Kosmos gegründet hatte. 1955 ging das Unternehmen in der Verlagsgruppe Langenscheidt auf. Knud Kuntze wuchs in den West-Berliner Ortsteilen Lichterfelde und Zehlendorf auf, und besuchte dabei unter anderem die Clemens-Brentano-Grundschule. Nach der Schule erlernte er den Beruf des Schuhverkäufers.

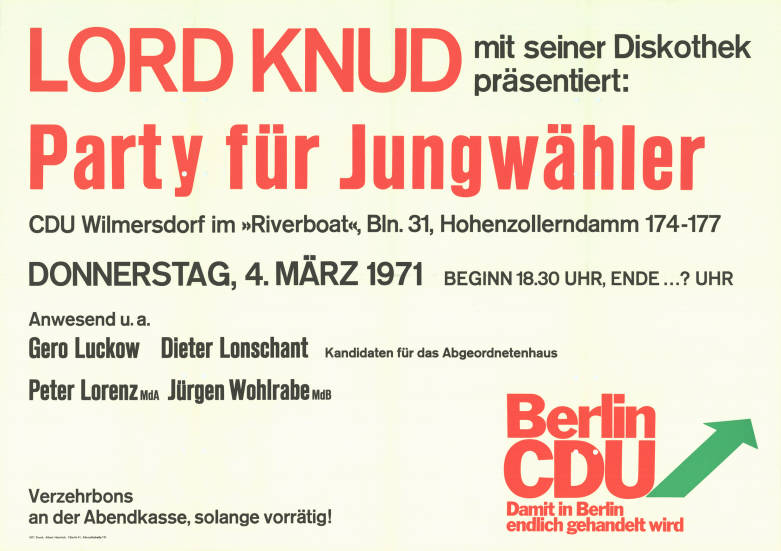
Wahlplakat für die Berliner Wahl 1971 der CDU Berlin: Lord Knud, die CDU-Kandidaten Gero Luckow, Dieter Lonschant, Peter Lorenz und Jürgen Wohlrabe

Im Jahr 1962 wurde Kuntze mit 18 Jahren Bassist der drei Jahre vorher als Skiffle Lords gegründeten Band The Lords, die sich nun auf die englischsprachige Beatmusik verlegte. Am 6. September 1964 wurden The Lords im Hamburger Star-Club anlässlich der Premiere des Beatles-Films Yeah! Yeah! Yeah! nach einem bundesweiten Wettbewerb zu Deutschlands „Beatband Nr. 1“ gekürt. Nach einem Unfall mit dem Tourbus (der von Peter Donath gelenkt wurde) während einer Tournee der Lords am 9. Februar 1965 auf dem Westring in Wuppertal musste Knud Kuntze im Städtischen Krankenhaus Elberfeld das rechte Bein amputiert werden. Er schied bei den Lords aus und wurde durch den Bassisten Bernd Zamulo ersetzt. Kurz darauf fing er in der Berliner Hajo-Bar als Diskjockey an und machte sich in der Berliner Szene schnell einen Namen, so mit regelmäßigen Auftritten in der Hajo-Bar, dem Riverboat am Fehrbelliner Platz, Eden-Playboy-Club und anderen seinerzeit angesagten Clubs. Lord Knud nahm zwei Demobänder auf (Bye Bye, Good Bye sowie Es kommt der Tag [Sunshine am Morgen]). Diese Titel wurden aber nie veröffentlicht. Im Sommer 1967 absolvierte Lord Knud ein Probesprechen beim SFB. Dort wurde ein Sprecher für das neue Sendeformat Hey Music gesucht. Man entschied sich allerdings für Rainer Bertram. Nachdem Lord Knud seine Aussprache durch Sprechunterricht an einer Schauspielschule verbessert hatte, wurde er Moderator beim RIAS. Dort saß er am 28. Januar 1968 erstmals in der am 7. Januar 1968 gestarteten Sendung RIAS-Schlagerkassette vor dem Mikrofon. Hier wechselte er sich mit Jack White, Henno Lohmeyer, „Atze“ Hans Karl Schmidt und Michael Holm (gemeinsam mit Joachim Heider) ab. Mit dem 19. Mai 1968 wurde Lord Knud alleiniger Sprecher. Am 29. September 1968 übernahm Gregor Rottschalk diese Sendung. Lord Knuds einzige Solo-Single mit dem Titel Love’s a Waiting Game / I’m Your Guy (1967) war kein Erfolg.
Am 7. Oktober 1968 war Lord Knud zum ersten Mal als Nachfolger von Fred Ignor und Charlie Hickman in der seit 1946 laufenden Sendung Schlager der Woche zu hören, die er – abgesehen von Urlaubsvertretungen – bis zur letzten, der 1916. Ausgabe am 27. September 1985 moderierte. Die Sendung war die erste deutschsprachige Hitparade und hatte besonders unter Jugendlichen in Ost-Berlin und der DDR eine hohe Reichweite. Durch Lord Knuds schnoddrige Art und seine Witze auf Kosten von Honecker und anderen linientreuen DDR-Genossen avancierte er schnell zum Feindbild der DDR-Führung beim Kampf um den Einfluss auf die Jugend. Auch seine samstägliche Sendung Evergreens à Go-Go (Der Sonnabendmorgen mit Lord Knud) mit Oldies hatte hohe Einschaltquoten; der SFB ermittelte Mitte der 1970er Jahre eine Quote von 71 Prozent. Die Evergreens moderierte Lord Knud erstmals am 5. Oktober 1968, die letzte am 18. Juni 1983. Am 25. Juni 1983 moderierte Wolfgang Hälbig und die letzte offizielle Ausgabe wurde am 2. Juli 1983 von Nero Brandenburg gesprochen. Außerplanmäßig moderierte Lord Knud noch eine Abschiedssendung am 23. Juli 1983.
Weiterhin moderierte Lord Knud die Sendung Top-Hits – Die ARD-Hitparade. Hier gaben neun Kollegen der anderen ARD-Stationen alle vier Wochen ihre deutschen und internationalen Spitzenreiter bekannt. Zwischen dem 3. Oktober 1970 und dem 28. März 1979 wurden 104 Folgen produziert, die auch vom NDR und dem WDR ausgestrahlt wurden. Diese Sendung wurde von der Euro-Parade mit Dennis King abgelöst.
Die mitunter derben Witze für seine Sendungen lieferten Lord Knud, der aus seiner Begeisterung für Haschisch keinen Hehl machte, oft Schreiber, in früheren Jahren sein Programmdirektor Herbert Kundler, später der Kabarettist Wolfgang Neuss.
Die Sendung Schlager der Woche fiel der großen RIAS-Programmreform vom 30. September 1985 zum Opfer. Lord Knud moderierte fortan freitags die neue Sendung Popcorn auf RIAS 2 und war bis April 1987 als Moderator beim RIAS beschäftigt. Sein ausgeprägter Haschischkonsum und seine immer abgedrehtere Art machten ihn schließlich für den Sender untragbar.
Dass ein von ihm vorgetragener sexistischer Witz der Grund für das Ende der Sendung und einen angeblichen Rauswurf im September 1985 gewesen wäre, ist eine Legende, die Lord Knud selbst später in Interviews verbreitete.
Im Frühjahr 1987 beriet er Ulrich Schamoni bei dessen Gründung des Senders Hundert,6, wurde jedoch zum Programmstart am 7. April 1987 nicht verpflichtet. In den ersten Folgen der RTL-Daily Soap Unter uns spielte er 1994 in einer Nebenrolle den alternden Radio-Moderator Udo Kaiser.
In der deutschen Fassung des Katastrophenfilms Achterbahn (Original: Rollercoaster) aus dem Jahr 1976 ist Lord Knud als Stadionsprecher zu hören, der u. a. die Pop-Gruppe Sparks als Liveband zur Eröffnung eines Themenparks ansagt.
Lord Knud lebte seit 1974 in einem Bungalow in Berlin-Dahlem. Hier starb er am 15. Juni 2020 im Alter von 76 Jahren. Sein Neffe ist der Regisseur und Theaterintendant Kay Kuntze.